# Kawakaze (1936)
Pour les autres navires du même nom, voir Kawakaze.
Le Kawakaze (江風, ”Bay Wind”) était un destroyer de classe Shiratsuyu en service dans la Marine impériale japonaise pendant la Seconde Guerre mondiale.
Sa quille a été posée le 25 avril 1935 aux chantiers navals Fujinagata à Osaka, au Japon. Il est lancé le 1er novembre 1936 et mis en service le 30 avril 1937.

## Historique
Pendant l'attaque sur Pearl Harbor, le Kawakaze rejoint la 24e division de destroyers de la 4e escadre de destroyers de la 2e flotte. Il quitte Palaos participant à la bataille des Philippines pour couvrir les débarquements à Legaspi et dans la baie de Lamon. À partir de janvier 1942, le Kawakaze participe à des opérations dans les Indes néerlandaises, dont les invasions de Tarakan, Balikpapan et de Makassar. Après l'invasion de Java, il participe à la première bataille de la mer de Java où il participe au naufrage du destroyer américain USS Pope, du croiseur britannique HMS Exeter et du destroyer HMS Encounter. Il sauve également 35 survivants britanniques des navires Exeter et Encounter. En avril, il assiste à l'invasion de Panay et de Negros dans les Philippines. Le 10 mai, le Kawakaze est réaffecté dans la 1re flotte et retourne à l'arsenal naval de Sasebo pour des réparations.
Au cours de la bataille de Midway du 4 au 6 juin, le Kawakaze fait partie du groupe de soutien du Pacifique Nord de l'Amiral Shirō Takasu. Le 14 juillet, alors réaffecté dans la 2e flotte, le destroyer retourne à la base de Truk à la mi-août en compagnie du porte-avion Chitose. Le 21 août, lors d'une patrouille large de Guadalcanal, le Kawakaze coule le destroyer américain USS Blue. Il participe au bombardement de l'île d'Henderson Field le 24 août et fait partie de l'escorte transportant des transports de troupes lors de la bataille des Salomon orientales. D'août à novembre, il prend part à dix « Tokyo Express » à partir de Guadalcanal et participe brièvement à la bataille des îles Santa Cruz le 26 octobre, sous le commandement de l'Amiral Nobutake Kondô. Lors de la première bataille navale de Guadalcanal dans la nuit du 12 au 13 novembre 1942, le Kawakaze sauve 550 survivants du transport Brisbane Maru. Durant le mois de novembre, le destroyer patrouille entre les Shortland, Buna et Rabaul.
Lors de la bataille de Tassafaronga le 30 novembre, des torpilles tirées du Kawakaze ont éventuellement touché le croiseur américain USS Pensacola.
De décembre à la fin du mois de janvier 1943, le Kawakaze effectue des opérations de transport de Guadalcanal à Kolombangara avant de procéder à des évacuations de troupes à Guadalcanal à partir de février. Le 9 février, opération Ke, il est gravement endommagé après une collision avec le cargo Toun Maru et a dû être remorqué par le destroyer Kuroshio à Rabaul pour des réparations d'urgence, avant de faire route vers Sasebo à la fin du mois de mars. Après des réparations terminées à la fin du mois de mai, le Kawakaze retourne à Truk puis transporte des troupes à Nauru début juin, à Kwajalein fin juin et à Cape Gloucester le 1er août.
Le 7 août 1943, le Kawakaze transporte des troupes pour Kolombangara. Il est coulé lors de la bataille du golfe de Vella par des coups de canons et des torpilles des destroyers américains USS Dunlap (en), USS Craven (en) et USS Maury (en), à la position géographique 7° 50′ S, 156° 54′ E. 169 hommes d'équipage, dont le capitaine de corvette Yanase, sont tués dans l'attaque. Le Kawakaze est rayé des listes le 15 octobre 1943.